# Жимариці
Жимариці (словен. Žimarice) — поселення в общині Содражиця, регіон Південно-Східна Словенія, Словенія.